# Epizodikus emlékezet
A hosszú távú emlékezeti rendszernek azt a részét, amely azért a képességünkért felelős, hogy új ismereteket vagyunk képesek elsajátítani, és azokat összefüggésbe tudjuk hozni önmagunkkal és környezetünkkel, epizodikus emlékezetnek nevezzük.
Az epizodikus emlékezet rendszerének feltárása Endel Tulving nevéhez fűződik. Az ő meghatározása szerint:
„Az epizodikus emlékezet olyan rendszer, amely az időileg szerveződő események vagy epizódok feldolgozását és tárolását végzi, téri-idői asszociációkat képezve ezek részei között.” (Tulving 1983, pp. 21.)
Az epizodikus, illetve a szemantikus emlékezet a deklaratív emlékezet két alrendszere, amelyek az általuk tárolt információ alapján különböztethetőek meg egymástól. Az epizodikus emlékezet információi személyes események, míg a szemantikus emlékezeté általános tények.
Tulving et al. a deklaratív emlékezet két alrendszerének kapcsolatát kezdetben „beágyazódási hipotézis”-ként ismertette, majd az ún. SPI modellé alakította elméletét.
Az SPI modell folyamatspecifikus. Az epizodikus és a szemantikus rendszer kapcsolatát szeriális (S) kódolás, párhuzamos (P) tárolás és független, independens (I) visszakeresés jellemzi. Ennek alapján az információ kódolása az epizodikus rendszerben főleg a szemantikus rendszertől függ, míg az információ szemantikus rendszerbe történő bejutása az epizodikus rendszer nélkül is működhet. A tárolt információ visszakeresése során a két rendszer alapvető működése független egymástól: a visszakeresés támaszkodhat a két rendszer egyikére vagy mindkettőre.
Az SPI modell:
Az epizodikus emlékezet:

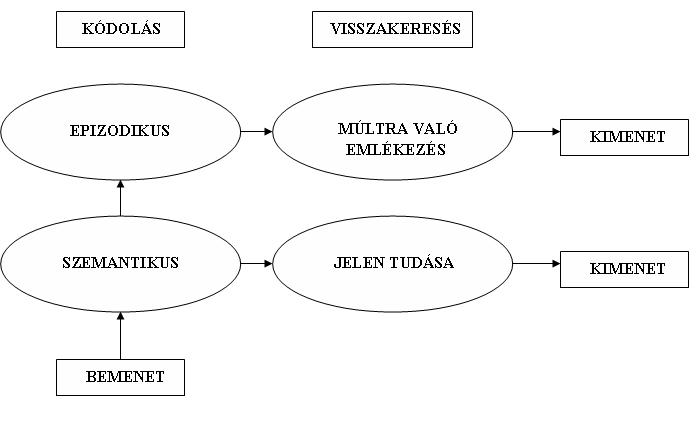
Az SPI modell

- Szoros interakcióban áll más agyi és viselkedéses rendszerekkel (nyelv, érzelmek, hangulatok).
- Múltbeli eseményekre való visszaemlékezés.
- Az emlékezet egyedi formája, amely az előhívás alatt a múltra irányul („mentális időutazás”).
- Az információ kódolása az epizodikus emlékezetben csak a szemantikus emlékezeten keresztül lehetséges.
- Az epizodikus emlékezet később jelent meg az ember fejlődésében.
- Az epizodikus emlékezet sebezhetőbb, az agy sérüléseire érzékenyebb, valamint a kor előrehaladtával romlik.
- Erősen hívóinger-érzékeny.

Az epizodikus és a szemantikus rendszernek számos közös tulajdonsága van, átfedés van köztük:
- Mindkettő átfogó, komplex, strukturált és korlátlan mennyiségű információt fenntarthat.
- Egyaránt tárolhatnak különböző szenzoros modalitásokból, valamint belsőleg generált forrásokból származó információt.
- Mindkettő esetében gyakran egy esemény egyszeri megtapasztalása is elegendő a feldolgozáshoz.
- A tárolt információ mindkettő esetében reprezentációs.
- A tárolt információ mindkettő esetében propozicionális, szimbolikusan kifejezhető.
- Az információnak mindkettő esetében van igazságértéke, ellentétben a tanult viselkedés számos más formájával.
- Az információ rugalmasan, több útvonalon keresztül is elérhető mindkét rendszerben.
- Az információ feldolgozása mindkettő esetében érzékeny a kontextusra.